# アニーよ銃をとれ

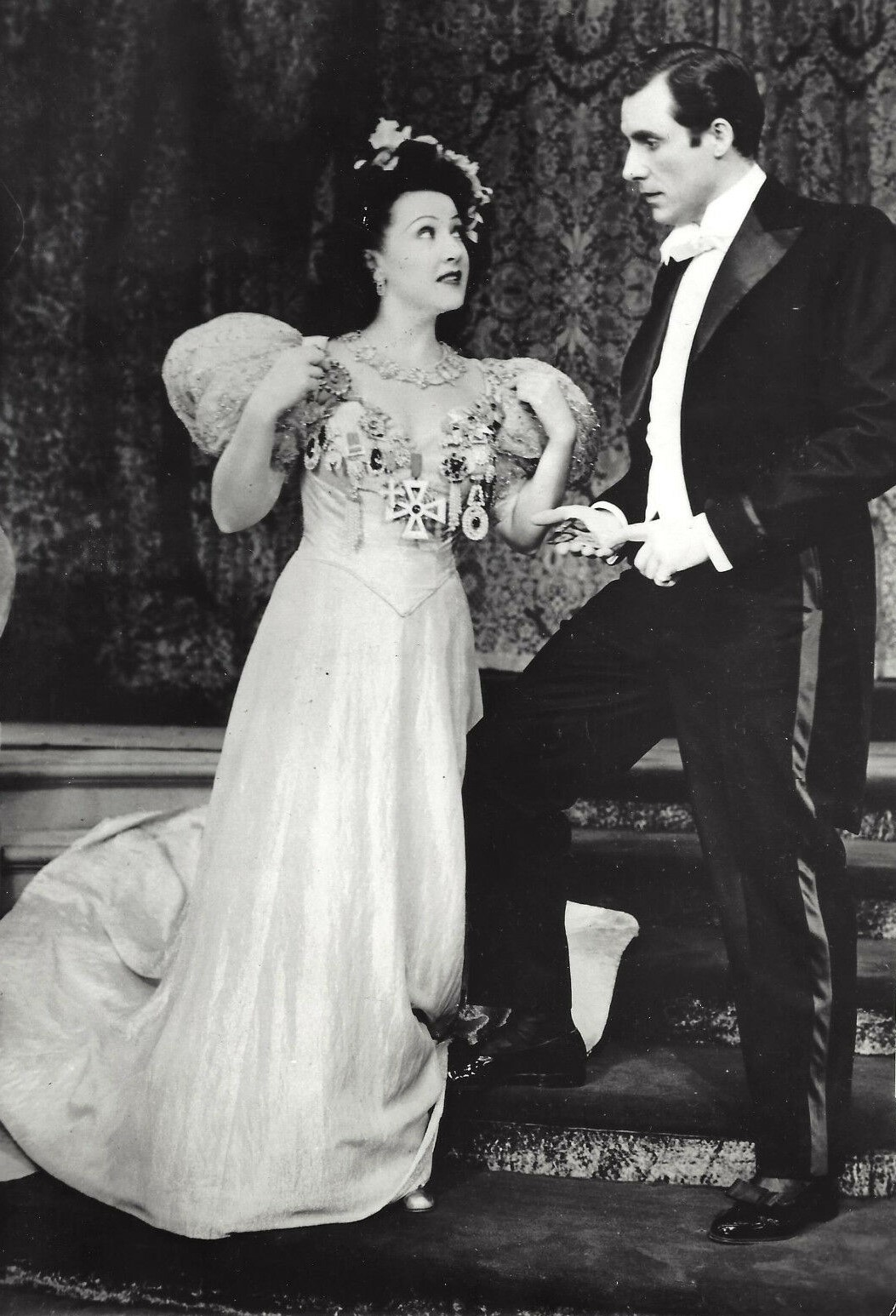
エセル・マーマン(左)とレイ・ミドルトン(1946)

アニーよ銃をとれ（あにーよじゅうをとれ、Annie get your gun）は、アメリカ合衆国のブロードウェイ・ミュージカル作品、またそれを映画化した作品、および日本でテレビ放送されたアメリカ製西部劇である。作詞作曲はアーヴィング・バーリン、脚本はドロシー・フィールズおよび兄のハーバート・フィールズ。
バッファロー・ビルのワイルド・ウエスト・ショーに出演していた実在の女性射撃手アニー・オークレイと射撃ショーの花形スターのフランク・バトラー（Frank E. Butler）が一目惚れ、そして、対決までを描くフィクションのストーリーである。

## 概略
1946年5月16日にニューヨークのブロードウェイにあるインペリアル劇場にて初演、当時アニー役はエセル・マーマンで、ロングランの上演回数1,147回を記録した。彼女は1966年にリンカーン・シアターにて再演、同じくアニー役を演じた。1999年にはバーナデット・ピータースがアニー役を演じ、トニー賞主演女優賞を受賞した。ロンドン公演も再演され、映画版やテレビ版も製作された。「ショウほど素敵な商売はない」、「"Doin' What Comes Natur'lly"」、「"You Can't Get a Man with a Gun"」、「"They Say It's Wonderful"」、「"Anything You Can Do (I Can Do Better)"」などの曲もヒットした。

## 経緯および背景
ドロシー・フィールズは友人のエセル・マーマンのためにアニー・オークレイについてのミュージカルを思いついた。プロデューサーのマイク・トッドに却下されたため、フィールズは新しいプロデューサー・チームのリチャード・ロジャース 、オスカー・ハマースタイン2世に依頼した。ロジャース&ハマースタインはミュージカル・コラボレート第1作「オクラホマ!」がヒットし、自身の舞台事業および他の作家のプロデュースをしていく決心をしていた。オークレイに関するミュージカルのプロデュースに同意し、ジェローム・カーンが作曲、フィールズが作詞、フィールズと兄のハーバートが脚本を執筆することとなった。カーンはハリウッドでミュージカル映画の作曲をしており、1945年11月2日、「アニーよ銃をとれ」の作曲を始めるためニューヨークに戻ったが、3日後、脳出血で道路で倒れてしまった。入院したが、1945年11月11日に亡くなった。その後、ロジャース&ハマースタインとフィールズはアーヴィング・バーリンに作曲を依頼した。フィールズはバーリンが作詞と作曲の両方をこなすことを好むことを知っていたため、作詞を辞退した。当初、バーリンは場面によって合う曲を作れるか不安で作曲を断った。ハマースタインは本読みをしてそれを基にいくつか作曲してみるようバーリンを説得し、数日後バーリンは「"Doin' What Comes Naturally"」、「"You Can't Get a Man With a Gun"」、「ショウほど素敵な商売はない」を披露した。バーリンの曲は物語だけでなくマーマンの資質にも合い、残りの曲も作曲することとなった。のちのヒット曲となる「ショウほど素敵な商売はない」はロジャースの好みではなかったとバーリンが誤解したためあやうく却下するところであった。「オクラホマ!」の構成を模倣し、ワイルド・ウエスト・ショーの他のメンバーの恋愛も織り込むこととなった。
当初アニー役はメアリー・マーティンに依頼したが断られたという説がある。開幕日、マーティンは夫リチャード・ハリデーと観劇した。観劇後に帰宅したハリデーはマーティンに「後悔しただろう」という趣旨のことを語った。ブロードウェイ初演でアニー役を演じていたエセル・マーマンが全米ツアー公演への出演を渋ったため、マーティンが出演を希望して約2年間アニー役を演じ、大声で歌っていたため声が低くなった。
1999年の再演において、ピーター・ストーンが「"Colonel Buffalo Bill"」や「"I'm An Indian Too"」などインディアンに関する曲が配慮に欠けるとして削除するなど脚本を改正した。ストーンは製作者たちの子孫に許可を取り変更した。構成も変更し、「ショウほど素敵な商売はない」で始まり、劇中劇の形式を採用した。

## あらすじ

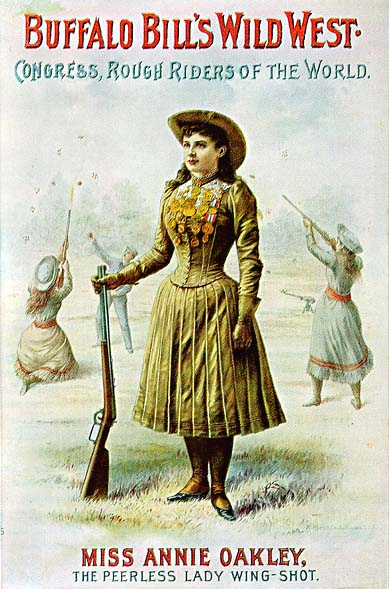
1880年代のワイルド・ウエスト・ショーのポスター

### 第1幕
バッファロー・ビルのワイルド・ウエスト・ショーが巡業でオハイオ州シンシナティを訪れ("Colonel Buffalo Bill")、二枚目で女好きのスターであるフランク・バトラーは地元の挑戦者と射撃の腕を競っている("I'm a Bad, Bad, Man")。地元のホテルのオーナーであるフォスター・ウィルソンはショーがホテルを私物化することに不満があり、フランクはウィルソンのために非公式に100ドルを賭ける。アニー・オークレイがやってきて、ドリー・テイトの帽子に載った鳥を撃ち落とし、僻地に済むきょうだいを助けたいとウィルソンに語る("Doin' What Comes Natur'lly")。アニーの射撃技術を見込み、フランク・バトラーと対戦させる。
対戦を待つ間、アニーはフランクと会い、対戦相手とは知らずに一目ぼれする。アニーはフランクに自分のことをどう思うか聞くと、サテンの服にコロンの香りのする女性が好きだと語る("The Girl That I Marry")。垢抜けずうぶなアニーは「銃を持っていると男性は寄ってこない」とコミカルに嘆く("You Can't Get a Man with a Gun")。対戦となり、アニーはフランクがワイルド・ウエスト・ショーのスターであると知る。アニーが勝ち、バッファロー・ビルとショーのマネージャーのチャーリー・デヴンポートはアニーをワイルド・ウエスト・ショーにスカウトする。アニーはショー・ビジネスがどんなものなのかも知らずにフランクのそばにいられるためショーへの参加に同意する。フランク、チャーリー、バッファロー・ビルは「ショウほど素敵な商売はない」と語る。
時間を共にするようになり、フランクは率直で正直なお転婆のアニーに惹かれるようになり、ミネソタ州ミネアポリスへ向かう汽車の中、フランクはアニーに愛について語る("They Say It's Wonderful")。バッファロー・ビルとチャーリーはライバルのパウニー・ビルのファー・イースト・ショーが近くのセントポールで公演をすることを知る。2人はパウニーのショーと差をつけるためアニーにバイクに乗ったスペシャルな射撃を披露するよう依頼する。アニーはフランクを驚かせようとこれに同意する。アニーはきょうだいたちにおやすみのララバイを歌う("Moonshine Lullaby")。
アニーとフランクがショーの準備をしている時、フランクはショーが終わったらアニーにプロポーズをする決心をするが、気のゆるみを見せてしまったことを後悔する("My Defenses Are Down")。アニーは射撃に成功しスターとなり、シッティング・ブルはスー族の仲間と認める("I'm An Indian Too")。嫉妬で傷つき怒ったフランクはアニーを置いて出ていき、ライバルであるパウニーのショーに参加する。

### 第2幕
ショーのヨーロッパ・ツアー公演からニューヨークに戻ったアニーはショーが破産寸前であることを知る。シッティング・ブル、チャーリー、バッファロー・ビルはパウニーのショーと合併すれば経済的危機を脱することができると信じている。おしゃれに洗練され成長したアニーだが、まだフランクを忘れられずにいる("I Got Lost in His Arms")。
ホテル・ブリボートにてバッファロー・ビルたちの祝賀会が行なわれる。パウニー、ドリー、フランクもバッファロー・ビルのヨーロッパ・ツアーでの成功を聞き、合併を企てている。バッファロー・ビルたち、パウニーたちが揃い、どちらも破産の危機であることを知る。アニーはヨーロッパの首長らから数々のメダルを受け取っており、その価値が10万ドルとなることを知り、メダルを売って合併に役立てる決心をする("I Got the Sun in the Mornin'")。フランクがやってきて、互いに愛を告白して結婚の約束をするが、フランクは小さな教会で式を挙げたい、アニーは大きな教会でブライズメイドやフラワーガール、燕尾服のエスコート、複数のカメラマンや報道陣を招いた豪華な結婚式を挙げたいと意見が相違する("An Old-Fashioned Wedding"o)。アニーがメダルをフランクに見せると、フランクはまたプライドが傷つけられる。合併も結婚式も中止にし、どちらの腕前が上か最後の射撃対戦をする。
ニューヨークのガバナーズ島へのフェリーの上で対戦が組まれ、ドリーはアニーの銃に細工し試合を妨害しようとする。ドリーはシッティング・ブルとチャーリーに見つかり止められる。しかしアニーが負ければフランクは満足し、仲直りして合併もうまくいくと考え直してドリーの策略に従うことにする。
対戦の準備が整い、アニーとフランクはそれぞれ自身の勝利を確信する("Anything You Can Do")。シッティング・ブルはアニーに「銃を持っていると男性は寄ってこない」とわざと負けるよう説得する。全てうまくいき、フランクとアニーは仲直りし結婚と合併をとり行うこととなる。
Notes:
- 1996年の改訂版の脚本を基にしている。
- 1999年の脚本ではフランクもわざと失敗し、引き分けとなる。
- o オリジナル版にはなかったが、1996年改訂版と1999年版に追加された。
- § 1999年ブロードウェイ版から削除された。

## 主な出演者
| 登場人物                 | オリジナル・ブロードウェイ (1946年) | オリジナル・ウエスト・エンド (1947年) | 第1回全米ツアー (1947年)  | 第1回ブロードウェイ再演 (1958年)   | 第2回ブロードウェイ再演 (1966年) | 第1回ウエスト・エンド再演 (1986年) | 第3回ブロードウェイ再演 (1999年) | 第2回全米ツアー (2000年) |
| ------------------------ | ----------------------------------- | ------------------------------------- | ------------------------- | ---------------------------------- | -------------------------------- | ---------------------------------- | -------------------------------- | ------------------------ |
| アニー・オークレイ       | エセル・マーマン                    | ドロレス・グレイ                      | メアリー・マーティン      | ベティ・ジェーン・ワトソン         | エセル・マーマン                 | スージー・クアトロ                 | バーナデット・ピーターズ         | マリル・ヘナー           |
| フランク・バトラー       | レイ・ミドルトン                    | ビル・ジョンソン                      | アール・コバート          | デイヴィッド・アトキンソン         | ブルース・ヤーネル               | エリック・フリン                   | トム・ウォパット                 | レックス・スミス         |
| ドリー・テイト           | リア・ペンマン                      | バーバラ・バビントン                  | ジーン・クリーブランド    | マーガレット・ハミルトン           | ベネイ・ヴェナッタ               | モーリーン・スコット               | バレリー・ライト                 | スーザン・フレッチャー   |
| バッファロー・ビル       | ウィリアム・オニール                | エリス・アーヴィング                  | ジャック・ラザフォード    | ジェイムズ・レニー                 | ルーファス・スミスRufus Smith    | エドマンド・ホックリッジ           | ロン・ホルゲイト                 | ジョージ・マクダニエル   |
| シッティング・ブル       | ハリー・べラヴァー                  | ジョン・ガーサイド                    | ザッカリー・A・チャールズ | ハリー・べラヴァー                 | ハリー・べラヴァー               | バーウィック・ケイラー             | グレゴリー・ザラゴーサ           | ラリー・ストーチ         |
| トミー・キーラー         | ケネス・バウワーズ                  | アーヴィング・デイヴィス              | トミー・ワンダー          | リチャード・フランスRichard France | x                                | x                                  | アンドリュー・パラーモ           | エリック・シオット       |
| チャーリー・デヴンポート | マーティ・メイ                      | ハル・ブライアン                      | ドナルド・バー            | ジャック・ホワイティング           | ジェリー・オーバック             | マット・ジマーマン                 | ピーター・マークス               | ジョー・ハート           |
| ウィニー・テイト         | ベティ・アン・ナイマン              | ウエンディ・トイ                      | ビリー・ワース            | レイン・ウィンスロウ               | x                                | x                                  | ニコル・ルース・スネルソン       | クラシー・ミラー         |
| パウニー・ビル           | ジョージ・リプトン                  | エドマンド・ドルビー                  | バーン・ホフマン          | ウィリアム・レマッセナ             | ジャック・ダブドウ               | マイケル・G・ジョーンズ            | ロン・キャロル                   | チャールズ・ゴフ         |

Notes
1. ↑  トミーとウィニーは1966年ブロードウェイ再演、1986年ウェスト・エンド再演ではカットされた。

## 登場人物
- アニー・オークレイ—ワイルド・ウエスト・ショーの射撃手
- フランク・バトラー—ワイルド・ウエスト・ショーのスター
- ドリー・テール—フランクの派手なアシスタント。ウィニーの姉妹(1996年版ではチャーリーの姉妹)
- バッファロー・ビル—ワイルド・ウエスト・ショーのオーナー
- シッティング・ブル—スー族の酋長で聖人。アニーの保護者
- トミー・キーラー§—ワイルド・ウエスト・ショーの投げナイフ・パフォーマーでウィニーのボーイフレンド。ネイティブ・アメリカン役。(1966年版では出てこない)
- チャーリー・デヴンポート—ワイルド・ウエスト・ショーのマネージャー
- ウィニー・テイト§—ドリーの姉妹でトミーのガールフレンド。投げナイフのアシスタント。(1966年版では出てこない)
- パウニー・ビル—ライバルのウェスタン・ショーのオーナー
- フォスター・ウィルソン—ホテルのオーナー
- リトル・ボーイ—ショーの開幕を告げる少年
- アニーのきょうだい：ジェシー、ネリー、リトル・ジェイク、ミニー(1999年再演版ではミニーは出てこない[22])

Notes
- §トミー、ウィニー、2人の曲は映画版、1966年ブロードウェイ再演ではカットされた。1999年ブロードウェイ再演では復活した。

## 使用楽曲

### 1946年、オリジナル公演
| 第1幕 - Overture — オーケストラ - "Colonel Buffalo Bill" — チャーリー・デヴンポート、ドリー・テイト、アンサンブル - "I'm a Bad, Bad Man" — フランク・バトラー - "Doin' What Comes Natur'lly" — アニー・オークレイとそのきょうだいたち - "The Girl That I Marry" — フランク、アニー - "You Can't Get a Man with a Gun" — アニー - "There's No Business Like Show Business" ショウほど素敵な商売はない — フランク、バッファロー・ビル、チャーリー、アニー、アンサンブル - "They Say It's Wonderful" — アニー、フランク - "Moonshine Lullaby" § — アニーとそのきょうだいたち - "I'll Share It All With You" — ウィニー・テイト、トミー・キーラー - "Ballyhoo" — Riding Mistress、ショー出演者 - "There's No Business Like Show Business" (Reprise) — アニー - "My Defenses Are Down" — フランク、アンサンブル - "Wild Horse Ceremonial Dance" — Wild Horse, Indian Braves and Maidens - "I'm an Indian, Too" — アニー、アンサンブル - Adoption Dance — アニー、Wild Horse and Braves | 第2幕 - Entr'acte — オーケストラ - "I Got Lost In His Arms" § — アニー - "Who Do You Love, I Hope?" — ウィニー、トミー - "I Got the Sun in the Morning" — アニー、アンサンブル - "They Say It's Wonderful" (Reprise) — アニー、フランク - "The Girl That I Marry" (Reprise) — フランク - "Anything You Can Do (song)\|Anything You Can Do" — アニー、フランク - "There's No Business Like Show Business" ショウほど素敵な商売はない (Reprise) — アンサンブル |

Notes
- §: 1950年の映画版では削除
- "Let's Go West Again"は1950年の映画版のためにバーリンが作曲したが、使用されなかった。しかしベティ・ハットンとジュディ・ガーランドの録音が残っている。
- "Take It in Your Stride"はオリジナル公演でアニーのソロ曲であったが、マーマンには歌唱が困難であったため"There's No Business Like Show Business"のリプライスに置き換えられた。"Take It in Your Stride"はリズ・ラーマンのアルバムLost in Bostonに録音が残っている。

### 1999年、再演
| 第1幕 - "There's No Business Like Show Business" ショウほど素敵な商売はない - フランク、ドリー、ウィニー、カンパニー - "Doin' What Comes Natur'lly" — アニー、キッズ、フォスター・ウィルソン - "The Girl That I Marry" — フランク、アニー - "You Can't Get a Man with a Gun" — アニー - "There's No Business Like Show Business" (Reprise) — フランク、バッファロー・ビル、チャーリー、アニー - "I'll Share It All With You" — トミー、ウィニー、カンパニー - "Moonshine Lullaby" — アニー、キッズ、アンサンブルトリオ - "There's No Business Like Show Business" (Reprise) — アニー - "They Say It's Wonderful" — アニー、フランク - "My Defenses Are Down" — フランク、青年 - Finale: "You Can't Get a Man with a Gun (Reprise)" - アニー | 第2幕 - Entr'acte: The European Tour — アニー、カンパニー - "I Got Lost In His Arms" — アニー - "Who Do You Love, I Hope" — トミー、ウィニー、カンパニー - "I Got the Sun in the Morning" — アニー、カンパニー - "An Old-Fashioned Wedding" — アニー、フランク - "The Girl That I Marry" (Reprise) — フランク - "Anything You Can Do" — アニー、フランク - "They Say It's Wonderful" (Reprise) — アニー、フランク、カンパニー |

"An Old-Fashioned Wedding"は1966年版にバーリンが作曲し、アニーとフランクが歌った。1999年再演でも使用された。

## プロダクション

### オリジナル・プロダクション
1946年5月16日にブロードウェイのインペリアル劇場にて初演、上演回数1,147回を記録した。ジョシュア・ローガンが演出し、アニー役はエセル・マーマン、フランク役はレイ・ミドルトン、ドリー役はリア・ペンマン、フォスター役はアート・バーネット、シッティング・ブル役はハリー・べラヴァー、トミー役はケネス・バウワーズ、チャーリー役はマーティ・メイ、リトル・ボーイ役はウォレン・バーリンガー、バッファロー・ビル役はウィリアム・オニールが演じた。
1947年10月3日、テキサス州ダラスで全米ツアー公演が開幕し、アニー役をメアリー・マーティンが演じた。シカゴ、ロサンゼルスでも上演された。1947年半ばまでマーティンはアニー役を演じ続けた。
1947年6月7日、ロンドンのウエスト・エンドにあるロンドン・コロシアムで開幕し、上演回数1,304回を記録した。アニー役はドロレス・グレイ、フランク役はビル・ジョンソンが演じた。
1947年7月19日、メルボルンにあるハー・マジェスティ・シアターでオーストラリア公演が開幕し、アニー役をイーヴィ・ヘイズ、フランク役をウエブ・ティルトンが演じた。
1950年2月19日、パリにあるシャトレ座でフランス公演が開幕し、Marcel MerkesとLily Fayolが主演した。1年以上上演は続いた。

#### 初演スタッフ
- 作詞作曲：アーヴィング・バーリン
- 脚本：ハーバート&ドロシー・フィールズ
- 演出：ジョシュア・ローガン
- 振付：ヘレン・タミレス

### 1958年、ブロードウェイ再演
1958年、ブロードウェイにあるニューヨーク・シティ・センターで再演が行なわれ、ドナルド・バーが演出し、ニューヨーク・シティ・センター・オペラ・カンパニーの演出家ジーン・ダリンプルがプロデューサーを務めた。2月19日に開幕し、3月2日まで16回上演された。アニー役はベティ・ジェーン・ワトソン、フランク役はデイヴィッド・アトキンソン、ドリー役はマーガレット・ハミルトン、バッファロー・ビル役はジェイムズ・レニー、チャールズ役はジャック・ホワイティングが演じた。シッティング・ブル役はオリジナル・キャストのハリー・べラヴァが再演した。プログラムにはアニー役の女優が記載されておらず、「未定」と書かれたのみであった。直前になってようやくワトソンが配役された。2週間の公演の最終週になってもプログラムには名前の記載がなかった。主役の名前がプログラムに記載されていない最初の作品となった。

### 1966年、ブロードウェイ再演
1966年、ブロードウェイにあるリンカーン・センターのミュージック・シアターにてブロードウェイ再演が行なわれた。5月31日に開幕、7月9日に閉幕し、10週間の全米ツアー公演へと続いた。9月21日、ブロードウェイにあるブロードウェイ・シアターに戻り、78回上演された。アニー役はオリジナル・キャストのエセル・マーマン、フランク役はブルース・ヤーネル、ドリー役はベネイ・ヴェナッタ、チャールズ役はジェリー・オーバックが演じた。脚本や楽曲は改訂された。楽曲「"I'll Share it All With You"」、「"Who Do You Love, I Hope?"」を含むトミーとウィニーの恋愛は完全に削除された。「"An Old-Fashioned Wedding"」は再演のために作曲、第2幕に追加された:305。この版は許可申請によりアマチュアによる上演も可能である。1967年3月19日、NBCにて90分間の短縮版がテレビ放送された。1960年代でリンカーン・センター唯一の再演ミュージカル作品となった。

### 1973年、シェイディ・グローヴ・ミュージック・フェア公演
1973年から1974年、メリーランド州ゲイザースバーグのシェイディ・グローブ・ミュージック・フェアにて再演され、ジェイ・ハリックが演出、バーバラ・イーデン、ジョン・ベネット・ペリー、サンドラ・ピーボディが主演した。

### 1976年、メキシコ公演
1976年、メキシコシティにてスペイン語版「Annie es un tiro」が上演された。Teatro HidalgoにてJosé Luis Ibáñezが演出し、メキシコの映画スターSilvia Pinalが主演し、俳優および歌手のManuel López Ochoaが共演した。好評につきスペイン語版サウンドトラックが製作された。

### 1977年、ロサンゼルス・シビック・ライト・オペラ公演
1977年、ロサンゼルス・シビック・ライト・オペラにてガウアー・チャンピオンが演出、ジェイムズ・ミッチェルが演出助手、アニー役をデビー・レイノルズが演じた。1964年、レイノルズが映画「不沈のモリー・ブラウン」で共演したハーヴ・プレスネルがフランク役を演じた。バッファロー・ビル役をアート・ランド、ドリー役をビビ・オスタウォルド、チャーリー役をギャビン・マクラウド、フォスター役をピーター・ブルーニ、パウニー役をドン・ポッター、シッティング・ブル役をマヌ・トゥプーが演じた。トレイ・ウィルソン、デビー・シャピロも出演していた。のちに北米ツアー公演を行ない、ブロードウェイでの公演も企画されていたが上演されなかった。

### 1986年、イギリス・ツアー公演およびロンドン再演
1986年、チチェスター・フェスティバル劇場において、デイヴィッド・ギルモア演出、アニー役をアメリカのロックスターであるスージー・クアトロ、フランク役をエリック・フリンが演じて上演された。プリマスのシアター・ロイヤルに移動し、その後7月29日から10月4日までロンドンのウエスト・エンドにあるオールドウィッチ・シアターで上演された。キャスト・レコーディングによるアルバム「’’Annie Get Your Gun - 1986 London Cast」がリリースされ、クアトロの歌う「"I Got Lost in His Arms"/"You Can't Get a Man with a Gun"」がシングルとしてリリースされた。「"I Got Lost in His Arms" 」がコンピレーションアルバム「The Divas Collection Since then "I Got Lost in His Arms" has also been included in the compilation albums The Divas Collection (2003)」(2003年)および「Songs from the Greatest Musicals」(2008年)に収録された。

### 1992年、ロンドン再演
1992年、ウエスト・エンドにあるプリンスオブウェールズ・シアターにてロンドン再演が短期間上演され、アニーやkジュをキム・クリスウェルが演じた。クリスウェルのスタジオ・キャスト・レコーディングが歌手トーマス・ハンプソンおよび指揮ジョン・マグリンと共に製作された。ピッパ・エイリオンがキャスティング・ディレクターを務めた。

### 1999年、ブロードウェイ再演
1998年12月29日から1999年1月24日、ワシントンDCにあるジョン・F・ケネディ・センターにてプレブロードウェイ公演が行なわれ、2月2日からマーキー・シアターにてプレビュー公演35回、3月4日から9月1日まで本公演1,045回ブロードウェイ再演が上演された。
アニー役をバーナデット・ピーターズ、フランク役をトム・ウォパット、バッファロー・ビル役をロン・ホルゲイトが演じ、グラシラ・ダニエルが演出、ジェフ・カルホーンが振付、ジョン・マクダニエルが編曲を担当した。1999年トニー賞において再演ミュージカル作品賞を受賞し、ピーターズはミュージカル主演女優賞を受賞した。
ピーター・ストーンにより脚本が改訂され、新たな編曲が施され、巡業サーカスのような大テントの舞台装置で劇中劇を取り入れた。フランクが1人で舞台に立ち、「ショウほど素敵な商売はない」に合わせてバッファロー・ビルが主な登場人物を紹介し、アニーがワイルド・ウエスト・ショーの巡業への参加に同意するとリプライズされる。「"Colonel Buffalo Bill"」、「 "I'm A Bad, Bad Man"」、「"I'm an Indian Too"」など複数の曲が削除されたが、「"An Old-Fashioned Wedding"」が追加された。ボールルームのシーンなど、いくつかダンス曲が追加された。1966年再演に削除されたわき筋であるウィニーとネイティブアメリカンの血筋を汲むトミーとの恋愛が復活された。1946年版ではウィニーはドリーの娘であったが、1966年版および1999年版ではドリーの妹となった。この版ではアニーとフランクの最後の射撃対戦では引き分けになる。

#### 著名な代役
ピーターズの休暇中の1999年12月27日から2000年1月16日、「オール・マイ・チルドレン」のスターであるスーザン・ルッチがアニー役でブロードウェイ・デビューした。9月2日、ピーターズとウォパットが降板した。9月6日、「チャーリーズ・エンジェル」のスターであるシェリル・ラッドがアニー役でブロードウェイ・デビューし、パトリック・キャシディがフランク役を演じた。2001年1月26日から6月22日、カントリー歌手のリーバ・マッキンタイアがアニー役でブロードウェイ・デビューし、フランク役をブレント・バレットが演じた。全米ツアー公演でアニー役を演じた「ウイングス」のスターであるクリスタル・バーナードが、2001年6月23日、ブロードウェイ公演のアニー役を引き継ぎ、トム・ウォパットがフランク役を再演した。

### 2000年、全米ツアー公演
2000年7月25日、やや改訂された1999年ブロードウェイ公演版がテキサス州ダラスで全米ツアー公演が開幕し、マリル・ヘナーとレックス・スミスが主演した。2000年10月下旬、トム・ウォパットがスミスと交代した。

### 2006年、プリンス・ミュージック・シアター公演
2006年の1ヶ月間、ペンシルバニア州フィラデルフィアにあるプリンス・ミュージック・シアターにて、1996年リンカーン・センター版が再演された。1977年のミュージカル「アニー」初演でアニー役を演じたアンドレア・マカードルがアニー役を演じ、フランク役をジェフリー・クーン、チャーリー役をジョン・シェラー、バッファロー・ビル役をクリス・カウンシル、ドリー役をメアリー・マルテロ、シッティング・ブル役をアーサー・ライアンが演じた。この公演は批評家より好評を得た。リチャード・M・ペリゾンが演出、メルセデス・エリントンが振付を担当した。

### 2009年、ロンドン再演
ヤング・ヴィクにてジェーン・ホロックス、ジュリアン・オヴェンデンが主演し、リチャード・ジョーンズが演出し、ロンドン再演が上演された。2009年10月16日、オフ・ウエスト・エンドで開幕し、2010年1月2日に閉幕の予定であったが好評につき数週間延長された。ジェイソン・カーにより4台のピアノを取り入れた新たな編曲を施された。「ガーディアン」紙は5つ星をつけ、「ここ数年のロンドンでの公演で最もウィットに富んだ、リチャード・ジョーンズの素晴らしい公演」と評した。

### 2010年、ラビニア・フェスティバル・コンサート
2010年8月13日から15日、シカゴのラビニア・フェスティバルにてアニー・オークレイ生誕150周年記念のコンサート版が上演された。ロニー・プライスが演出し、アニー役をパティ・ルポーン、フランク役をパトリック・キャシディ、バッファロー・ビル役をジョージ・ハーンが演じた。特にルポーンの歌唱とプリンスの演出で高い評価を得た。

### その他の公演
1978年夏、ニューヨークのナッソー郡にあるジョーンズ・ビーチ・シアターにてルーシー・アナーズとハーヴ・プレスネルが主演し上演された。1966年再演以降、ニューヨーク地区で行なわれた最初のメジャーな公演となった。
1987年6月、ペーパーミル・プレイハウスにてアニー役をジュディ・ケイ、フランク役をリチャード・ホワイトが演じ、好評を得た。
2004年、1999年ブロードウェイ版を改訂したオーストラリア公演がMarina PriorとScott Irwinが主演し上演された。
2014年、ニュージャージー州にあるアルゴンキン・アーツ・シアターのブロードウェイ特集でカーター・カルバートとデイヴィッド・ウェイツァー主演の公演が上演された。1938年以降、初めての座席の入れ替え後、初めての公演となった。
2015年10月の2日間、ニューヨーク・シティ・センターでのガラ・コンサートが行なわれ、ジョン・ランドが演出した。アニー役をメーガン・ヒルティ、フランク役をアンディ・カール、ドリー役をジュディ・ケイ、バッファロー・ビル役をロン・レインズ、チャーリー役をブラッド・オスカー、パウニー・ビル役をチャック・クーパーが演じた。

### 日本版
1964年10月に新宿コマ劇場にて初演、アニー役は江利チエミ、フランク役は宝田明だった。その後アニー役には桜田淳子（1980年、1983年、1986年）・島田歌穂（1988年）・高橋由美子（1997年）、フランク役はあおい輝彦（1980年）、井上純一（1983年）、寺泉憲（1986年）、にしきのあきら（1988年）、宮川浩 & 石川禅（1997年）が演じた。

## 映画およびテレビ
1950年、メトロ・ゴールドウィン・メイヤー(MGM)が映画版「アニーよ銃をとれ」を製作し、好評を得た。MGMは映画化権を入手し、歌手で女優のジュディ・ガーランドにアニー役を配役する予定であると発表したが、製作開始直後にガーランドの健康面から続行が困難となった。ガーランドは降板となり、ベティ・ハットンに交代した。
1957年、NBCにおいてメアリー・マーティンがアニー役、ジョン・レイトがフランク役でテレビ放送された。1967年、NBCにおいてエセル・マーマンとブルース・ヤーネルが主演しリンカーン・センター公演が放映された。この版は数年に亘り複数回再放送されたが、1967年録画のビデオテープは復刻できないほど劣化した。「"I Got the Sun in the Mornin' (and the Moon at Night)"」の録画および録音のみが残っている。

### テレビドラマ
かつてテレビが普及した1950年代中頃にアメリカで製作された「Annie Oakley」というテレビ西部劇があった。アメリカで1954年から1956年にかけて三大ネットワーク以外の地方局で放送された全81話の30分番組で、内容はミュージカルや映画とは違い、アニーは西部の女性で射撃も乗馬も超一流の腕を見せ、一話完結で毎回悪者をやっつけるアクションもので、実際に拳銃と乗馬の達人であったゲイル・デーヴィスが演じた。アニーは悪人でも殺さず、見事な早撃ちで相手の銃を叩き落とす。スタント無しでアクションシーンをこなし、清楚な色気も振りまいて男性ファンも多かった
原題は「Annie Oakley」であるが、日本での放送時の題名はミュージカルから「アニーよ銃をとれ」としている。日本では1957年3月15日から1958年9月まで（1957年9月13日 - 1958年3月7日の間は中断）KRテレビ(現在のTBS)で毎週金曜 20:00 - 20:30に放映、その後1960年1月1日から1961年7月21日までフジテレビの毎週金曜 19:00 - 19:30に放送されていた。KRテレビ版はアイシン精機（「トヨタミシン」名義）の一社提供だが、フジテレビ版は不明。

#### 主演
- ゲイル・デーヴィス(アニー・オークレイ)　声：来宮良子
- ブラッド・ジョンソン(ロフティ・クレイグ)アニーと親しい副保安官
- ジミー・ホーキンス(タッグ・オークレイ)アニーの弟

#### ネット局
TBS放送分
- TBS：金曜 20:00 - 20:30

フジテレビ放送分
- フジテレビ：金曜 19:00 - 19:30
- 北日本放送：金曜 19:00 - 19:30[57]
- 北陸放送：金曜 19:00 - 19:30[57]
- 福井放送：金曜 19:00 - 19:30[58]

| KRT 金曜20時台前半枠          | KRT 金曜20時台前半枠                                       | KRT 金曜20時台前半枠 |
| 前番組                        | 番組名                                                     | 次番組               |
| ----------------------------- | ---------------------------------------------------------- | -------------------- |
| 海賊船サルタナ                | アニーよ銃をとれ （KRT版第1シリーズ） （1957.3.15 - 9.6）  | プレイハウス90       |
| プレイハウス90                | アニーよ銃をとれ （KRT版第2シリーズ） （1958.3.14 - 9）    | 少年航路             |
| フジテレビ 金曜19時台前半枠   |                                                            |                      |
| 青春ぶらんこ ↓ こぐまのカピー | アニーよ銃をとれ （フジテレビ版） （1960.1.1 - 1961.7.21） | 胸に輝く銀の星       |

## レコーディング
- 1946年、オリジナル・ブロードウェイ・キャスト: 1946年、デッカ・レコードよりエセル・マーマン、レイ・ミドルトンらによるブロードウェイ・オリジナル・キャスト・レコーディングがリリースされた。1998年、このアルバムはグラミーの殿堂入りを果たした。
- 1957年、テレビ・キャスト: 1957年のテレビ版のメアリー・マーティン、ジョン・レイトによるレコーディング。
- 1963年、’’Annie Get Your Gun (Doris Day and Robert Goulet album)’’ スタジオ・キャスト: ドリス・デイとロバート・グーレによるスタジオ・アルバム。いずれの公演も基にしていない。
- 1966年、ブロードウェイ再演キャスト
- 1976年、メキシコ人キャストによるスペイン語版
- 1986年、’’ Annie Get Your Gun - 1986 London Cast’’: 1986年のロンドン・キャスト[32]
- 1991年、スタジオ・キャスト: アニー役をキム・クリスウェル、フランク役をトーマス・ハンプソン、トミー役をジェイソン・グレイ、ウィニー役をレベッカ・ルーカー、チャーリー役をデイヴィッド・ギャリソン、バッファロー・ビル役をデイヴィッド・ヒーリー、シッティング・ブル役をアルフレッド・マークス、フォスター役をグレゴリー・ジバラ、パウニー役をサイモン・グリーン、ドリー役をピート・バートレットが演じた。アンブロジアン・シンガーズ、ロンドン・シンフォニエッタが参加し、ジョン・マグリンが指揮した。
- 1999年、ブロードウェイ再演キャスト: グラミー賞ミュージカル・シアター・アルバム賞受賞

1990年代のスコアでアニー役をジュディ・ケイ、フランク役をバリー・ボストウィック、シッティング・ブル役をクリストファー・リーが演じ、ジョン・オウエン・エドワーズの指揮により、全曲、場転音楽、意図せず入った音などを含む初の完全版が録音された。

## レッドフェイス
複数のネイティブ・アメリカンが公演のレッドフェイスやステレオタイプな描き方に批判している。特にシッティング・ブルがアニーをスー族の仲間と認めた後にアニーが歌う「"I'm an Indian Too"」を問題にしている。
彼らはニューヨーク・シティ・センターおよび映画館の前でプロテストを行なった。以降、多くの公演でこの曲は使われなくなり、プロテストは沈静化した。

## 受賞歴
- 1948年、メアリー・マーティンは1947年から1948年の全米ツアー公演により、舞台文化を全米に広めたとしてトニー賞特別賞を受賞した[61]。

### 1966年、ブロードウェイ再演
| 年   | 賞       | 部門               | ノミネート者       | 結果       |
| ---- | -------- | ------------------ | ------------------ | ---------- |
| 1966 | トニー賞 | ミュージカル演出賞 | ジャック・シドー   | ノミネート |
| 1966 | トニー賞 | 振付賞             | ダニー・ダニエルズ | ノミネート |

### 1999年、ブロードウェイ再演
| 年   | 賞                       | 部門                             | ノミネート者                     | 結果       |
| ---- | ------------------------ | -------------------------------- | -------------------------------- | ---------- |
| 1999 | トニー賞                 | 再演ミュージカル作品賞           | 再演ミュージカル作品賞           | 受賞       |
| 1999 | トニー賞                 | ミュージカル主演男優賞           | トム・ウォパット                 | ノミネート |
| 1999 | トニー賞                 | ミュージカル主演女優賞           | バーナデット・ピーターズ         | 受賞       |
| 1999 | ドラマ・デスク・アワード | 再演ミュージカル作品賞           | 再演ミュージカル作品賞           | ノミネート |
| 1999 | ドラマ・デスク・アワード | ミュージカル主演男優賞           | トム・ウォパット                 | ノミネート |
| 1999 | ドラマ・デスク・アワード | ミュージカル主演女優賞           | バーナデット・ピーターズ         | 受賞       |
| 1999 | グラミー賞               | ミュージカル・ショー・アルバム賞 | ミュージカル・ショー・アルバム賞 | 受賞       |
| 2001 | ドラマ・デスク・アワード | 特別賞                           | リーバ・マッキンタイア           | 受賞       |
| 2001 | シアター・ワールド賞     | シアター・ワールド賞             | リーバ・マッキンタイア           | 受賞       |

### 2009年、ロンドン再演
| 年   | 賞                       | 部門                   | ノミネート者           | 結果       |
| ---- | ------------------------ | ---------------------- | ---------------------- | ---------- |
| 2009 | ローレンス・オリヴィエ賞 | ミュージカル再演作品賞 | ミュージカル再演作品賞 | ノミネート |